# ファボラス

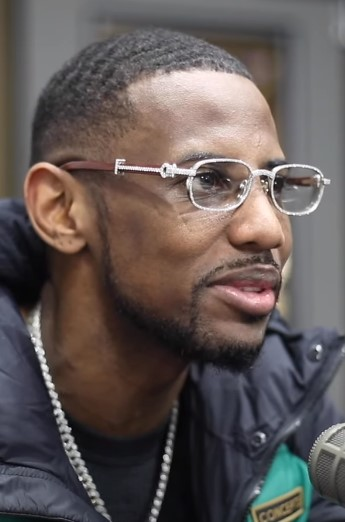
2019年

ファボラス（Fabolous、本名:John David Jackson、1977年11月18日 - ）は、アメリカ合衆国のラッパーである。ニューヨーク州ニューヨーク市ブルックリン区ベッドフォード・スタイベサント地区出身。アフリカ系アメリカ人とドミニカ共和国系との混血である。

## 来歴
ミックステープ業界で活躍していたDJ・クルーが自身のレーベル、デザート・ストーム（Desert Storm）の一番手としてプロデュースした。2001年のデビューアルバム『ゲットー・ファボラス』が全米初登場4位、2003年のセカンドアルバム『ストリート・ドリームズ』で全米初登場3位を記録し、一躍人気となる。

## ディスコグラフィー

### アルバム
| 2001                                      | Ghetto Fabolous           | - 発売日: 2001年9月11日 - レーベル: Desert Storm, Elektra - フォーマット: CD, LP, cassette, digital download - 全米売上: 100万枚 | 4  | —  | —   | —  | —  | —   | - US: プラチナ                |
| 2003                                      | Street Dreams             | - 発売日: 2003年3月4日 - レーベル: Desert Storm, Elektra - フォーマット: CD, LP, digital download - 全米売上: 110万枚            | 3  | —  | 120 | 34 | —  | 51  | - US: プラチナ - UK: ゴールド |
| 2004                                      | Real Talk                 | - 発売日: 2004年11月9日 - レーベル: Desert Storm, Atlantic - フォーマット: CD, LP, digital download - 全米売上: 55万枚           | 6  | —  | 119 | 66 | —  | 66  | - US: ゴールド                |
| 2007                                      | From Nothin' to Somethin' | - 発売日: 2007年6月12日 - レーベル: Desert Storm, Def Jam - フォーマット: CD, LP, digital download - 全米売上: 54.2万枚          | 2  | —  | —   | —  | 55 | 89  | - US: ゴールド                |
| 2009                                      | Loso's Way                | - 発売日: 2009年6月28日 - レーベル: Desert Storm, Def Jam - フォーマット: CD, LP, digital download - 全米売上: 22.1万枚          | 1  | 21 | —   | —  | —  | 125 |                               |
| 2014                                      | The Young OG Project      | - 発売日: 2014年12月25日 - レーベル: Desert Storm, Def Jam - フォーマット: digital download - 全米売上: 9.8万枚                  | 12 | —  | —   | —  | —  | —   |                               |
| "—"は未発売またはチャート圏外を意味する。 |                           | |    |    |     |    |    |     |                               |

## リッチヤングソサエティー
「Ric Yung」（リッチ・ヤング）はファボラスと彼のマネージャー、何人かのデザイナーなどによって運営されている洋服ブランド。日本のストリートファッションの影響も受けたという"Rich Yung Society"は、そのブランド名が示すとおり、誰もが憧れるリッチで都会的なライフスタイルをコンセプトにしているため、ほとんどが通常のストリートウェアに比べると多少高めの200ドル(約2万4千円)以上の値段設定になっている。現在の製品ラインナップは、パーカー、Tシャツ、野球帽で有名なNew Era製のキャップなどで、ファボラス本人はもとより、T.I.もステージで着用しているためか、ほとんど宣伝していないにもかかわらず、数少ない取扱店ではすでにソールドアウトで入荷待ち状態になっている。